# The Oaks Club Challenger 2014
Il The Oaks Club Challenger 2014 è stato un torneo di tennis facente parte della categoria ITF Women's Circuit nell'ambito dell'ITF Women's Circuit 2014. Il torneo si è giocato a Osprey in USA dal 24 al 30 marzo 2014 su campi in terra verde aveva un montepremi di $50,000.

## Partecipanti

### Teste di serie
| Nazionalità   | Giocatrice                | Ranking* | Testa di serie |
| ------------- | ------------------------- | -------- | -------------- |
| Nuova Zelanda | Marina Eraković           | 68       | 1              |
| Slovacchia    | Anna Karolína Schmiedlová | 73       | 2              |
| Slovacchia    | Jana Čepelová             | 76       | 3              |
| Spagna        | Lourdes Domínguez Lino    | 77       | 4              |
| Germania      | Dinah Pfizenmaier         | 79       | 5              |
| Francia       | Virginie Razzano          | 81       | 6              |
| Rep. Ceca     | Petra Cetkovská           | 83       | 7              |
| Israele       | Julia Glushko             | 86       | 8              |

- Ranking al 17 marzo 2014.

### Altre partecipanti
Giocatrici che hanno ricevuto una wild card:
- Jan Abaza
- Madison Brengle
- Julia Cohen
- Jennifer Elie

Giocatrici che sono passate dalle qualificazioni:
- Ashleigh Barty
- Lucie Hradecká
- Julija Putinceva
- Ol'ga Savčuk
- Ilona Kramen' (lucky loser)

## Vincitrici

### Singolare
Anna Karolína Schmiedlová ha battuto in finale  Marina Eraković con il punteggio di 6–2, 6–3

### Doppio
Rika Fujiwara /  Hsieh Shu-ying hanno battuto in finale  Irina Falconi /  Eva Hrdinová con il punteggio di 6–3, 6–7(5–7), [10–4]